# Bajan-Adraga járás
Bajan-Adraga járás (mongol nyelven: Баян-Адрага сум) Mongólia Hentij tartományának egyik járása. Területe 2900 km². Népessége kb. 2500 fő.
Székhelye, Bajan Dúrlig (Баян Дуурлиг) 154 km-re fekszik Öndörhán tartományi székhelytől.